# Jean-Joseph Coupon
Jean-Joseph Coupon est un sculpteur français né à Buis-les-Baronnies (Drôme) le 30 mai 1822 et mort vers 1871.

## Biographie

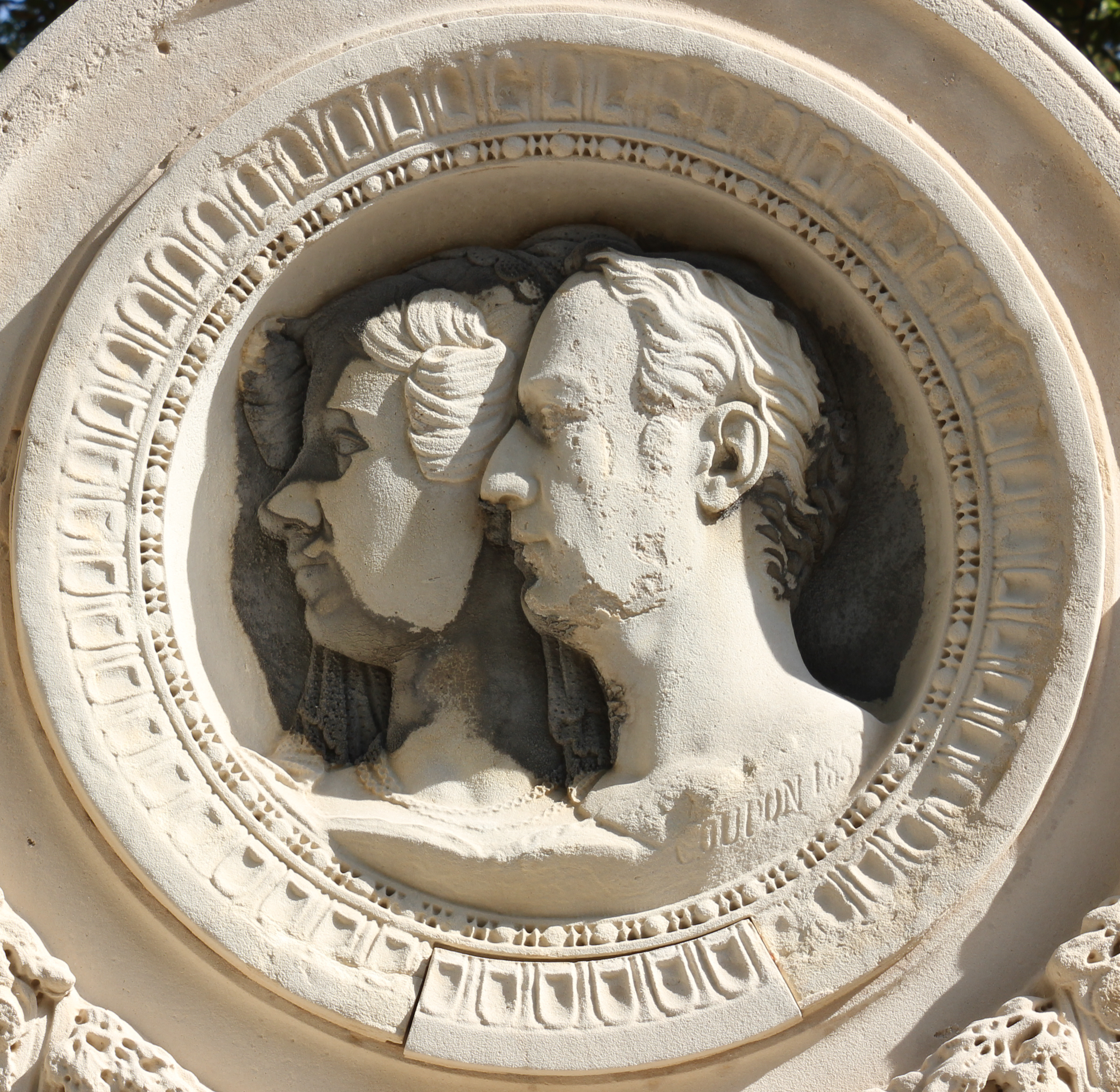
Jean-Joseph Coupon, Tombeau de Louis Nicolas Destouches, Paris, cimetière du Père-Lachaise.

Jean-Joseph Coupon est né a Buis-les-Baronnies le 30 mai 1822. Élève de Jules Ramey et d'Auguste Dumont, il est admis à l'École des Beaux-Arts, le 22 septembre 1845. Il a exposé au Salon, de 1847 à 1870. Il rencontre Ion Heliade Rădulescu pendant son exil parisien à la suite de l'échec de la révolution roumaine de 1848. On lui doit plusieurs bustes et une statue en pierre de Saint-Jean l'Évangéliste placée au pourtour de l'église de la Madeleine, à Paris. Il abandonne ensuite la sculpture pour se consacrer au spiritisme et participe à la Commune de Paris. Il n'est plus mentionné nulle part à partir de la reprise de Paris en 1871, il a vraisemblablement été fusillé à la reprise de Paris.